# La Violeta de oro
La Violeta de oro és una revista que es va publicar per primer cop l'octubre de 1851. El director de la revista era Víctor Balaguer. Al darrere de la publicació hi havia la Societat Filharmònica Literària, la qual tenia un gran prestigi en el camp musical. Al cap de dos mesos, Víctor Balaguer va haver d'abandonar la direcció de la revista i com a conseqüència, aquesta va desaparèixer el 20 de desembre de 1851, amb només 9 números publicats. Pel que fa al format de la revista, tenia 8 pàgines en format holandès i valia 4 rals (una pesseta) al mes de subscripció. Es va imprimir a la Impremta del Porvenir de Barcelona.

## Temes i col·laboradors
L'objectiu de la revista era promoure la poesia catalana i lluitar per la restauració dels Jocs Florals. De fet, el primer número de “La Violeta de oro” contenia un article sobre els Jocs Florals i la seva història. La Societat Filharmònica intentarà renovar els Jocs i establirà premis per a certàmens de poesia.
La Societat Filarmònica Literària era una entitat amb un gran prestigi en l'àmbit musical. Gràcies a ella, s'havien fet concerts de Beethoven de gran qualitat a Barcelona. A més a més, tenia establertes càtedres d'harmonia, solfeig, composició i gramàtica musical. La societat estava formada per homes de gran vàlua intel·lectual com Víctor Balaguer, Josep Llausàs, Milà i Fontanals, Claudi Lorenzale, Ilas i Vidal i Joan Mañé i Flaquer
Pel que fa als col·laboradors, van ser els homes de la Societat Filharmònica Literària excepte Claudi Lorenzale que no escrivia. També hi van col·laborar importants figures literàries de Barcelona i Madrid com Maria Josepa Massanés i Dalmau, Antonio Cánovas del Castillo, Antonio Trueba, Eulogio Florentino Sanz, Joaquim Rubió i Ors, Antoni Fargas i Bonaventura Bassols.